# Целестинув (Великопольське воєводство)
Целестинув (пол. Celestynów, нім. Zellendorf) — село в Польщі, у гміні Борек-Велькопольський Гостинського повіту Великопольського воєводства.
Населення — 122 особи (2011).
У 1975-1998 роках село належало до Лешненського воєводства.

## Демографія
Демографічна структура станом на 31 березня 2011 року:
|          | Загалом | Допрацездатний вік | Працездатний вік | Постпрацездатний вік |
| -------- | ------- | ------------------ | ---------------- | -------------------- |
| Чоловіки | 56      | 13                 | 41               | 2                    |
| Жінки    | 66      | 19                 | 35               | 12                   |
| Разом    | 122     | 32                 | 76               | 14                   |